# Escondeaux
Escondeaux é uma comuna francesa na região administrativa de Occitânia, no departamento dos Altos Pirenéus. Estende-se por uma área de 3,79 km². Em 2010 a comuna tinha 285 habitantes (densidade: 75,2 hab./km²).